# Alessandra Marc
Alessandra Marc (29 luglio 1957) è un soprano statunitense.

## Biografia
Nata con il nome Judith Borden a Berlino in Germania da madre tedesca e padre di origine polacca che lavorava per l'esercito degli Stati Uniti. Marc ha trascorso gran parte della sua infanzia in giro per il mondo. Alla fine i suoi genitori divorziarono, e ha trascorso i suoi anni di scuola superiore nella zona di Baltimora. Marc desiderava diventare un cantante d'opera mentre frequentava il Glen Burnie High School, dove ha iniziato a prendere lezioni di canto. La Marc ha studiato presso l'University of Maryland, College Park e privatamente con il soprano Marilyn Cotlow, che ha creato il ruolo di Lucy in The Telephone, or L'Amour à trois di Menotti. Sotto la guida della Cotlow, la Marc ha iniziato partecipare a concorsi vocali vincendo diversi riconoscimenti tra cui due Richard Tucker Music Foundation, uno nel 1986 e l'altra nel 1987 e le Audizioni del Metropolitan Opera nel 1983.
La Marc ha iniziato la carriera nel coro e in piccoli ruoli con la Washington National Opera all'inizio degli anni 80. Il suo debutto da solista professionista è stato come Giannetta ne L'elisir d'amore di Donizetti. Nel 1983 ha cantato il ruolo di Mariana in Das Liebesverbot di Wagner al Festival di Waterloo. Nel 1984, ha fatto il suo debutto a New City York al 92nd Street Y, con la Sinfonia n. 14 (Šostakovič) con Gerard Schwarz e la Y Chamber Symphony. Poco dopo, la Marc ha fatto diverse apparizioni di rilievo in diversi festival musicali, come il ruolo di Ifigenia nel rifacimento di Wagner di Ifigenia in Tauride di Gluck al Festival di Waterloo ed il ruolo di Ismene / Elettra nel rifacimento di Richard Strauss di Idomeneo di Mozart al Mostly Mozart Festival.
La Marc ha raggiunto per la prima volta la più ampia attenzione del pubblico al Festival di Wexford nel 1987 come Lisabetta ne La cena delle beffe di Giordano. Quello stesso anno, ha fatto il suo debutto alla Carnegie Hall come Silvana ne La Fiamma di Ottorino Respighi con Robert Bass. Nel 1988 ha fatto il suo debutto all'Opera di Santa Fe (Nuovo Messico) come Maria in Friedenstag di Richard Strauss, un ruolo che ha poi ripreso alla Carnegie Hall con Robert Bass. Ha anche fatto il suo debutto con la Lyric Opera di Chicago nel ruolo di Aida nell'opera omonima di Verdi con Bonaldo Giaiotti nel 1989 ed il suo debutto con la Connecticut Grand Opera nel ruolo della Tosca di Puccini. Nel 1989 ha debuttato al Metropolitan Opera con Juan Pons ed al San Francisco Opera nel ruolo di Aida. Inoltre ha cantato e registrato il ruolo di Maria in Friedenstag di Richard Strauss con Robert Bass alla Carnegie Hall. Nel 1990 è Prima Donna in Ariadne auf Naxos con Susan Graham a Santa Fe (Nuovo Messico).
Alla Wiener Staatsoper ha debuttato nel 1992 nel ruolo di Aida e nel 1994 è Primadonna/Ariadne in Arianna a Nasso di Richard Strauss con Walter Berry e Natalie Dessay ed il ruolo di Aida è stato anche il suo debutto al Teatro dell'Opera di Roma. Ha anche fatto il suo debutto con il Grand Théâtre de Bordeaux come Elisabeth in Don Carlo di Verdi e cantato Turandot con l'Opera Company of Philadelphia. Nel 1993, la Marc ha aperto al Ravinia Festival con la Chicago Symphony Orchestra. Nel 1994 la Marc ha fatto il suo debutto alla Royal Opera House, Covent Garden nel ruolo della Turandot di Puccini. Inoltre ha cantato la Sinfonia n. 9 (Beethoven) con Christoph Eschenbach e la Boston Symphony Orchestra presso il Tanglewood Music Festival. Nel 1995, la Marc ha tenuto un recital di arie di Haendel, Mozart e Bellini al Mostly Mozart Festival, un concerto di musiche di Verdi e Ravel con la New Jersey Symphony Orchestra, ha cantato il ruolo di Crisotemi in Elettra (Strauss) con la Chicago Symphony ed ha debuttato al Teatro alla Scala di Milano con la Sinfonia lirica in 7 canti op. 18 per orchestra, soprano e baritono di Alexander Zemlinskij diretta da Giuseppe Sinopoli trasmesso da Retequattro. Nel 1996 ha cantato Turandot con l'Opera Pacific.
Nel 1998 ha cantato Turandot con la Milwaukee Symphony e con il Michigan Opera Theatre e la Sinfonia n. 8 (Mahler) al PalaFenice al Tronchetto per il Teatro La Fenice di Venezia. Lei ha anche dato un concerto di arie con la Dallas Symphony Orchestra e cantato il ruolo di Brünnhilde in Die Walküre di Wagner con il Teatro dell'Opera di Roma.
Nel 1999 è Elettra (Strauss) a Glasgow con la Royal Scottish National Orchestra.
Nella stagione 2005-2006, la Marc ha interpretato il ruolo di Turandot con Zubin Mehta e il Maggio Musicale Fiorentino e ripreso il ruolo per la trasferta nella stagione 2006-2007 presso il New National Theatre di Tokyo. Nel 2007 ha anche svolto il ruolo di Salomè (opera) di Richard Strauss con l'Orquestra Nacional do Porto.
Nella stagione 2007-2008, la Marc è apparsa al Washington National Opera diretta da Plácido Domingo ed al Kennedy Center. Lei ha anche dato diversi recital in tutti gli Stati Uniti.
La Marc è tornata sul palcoscenico di New York, in concerto alla Carnegie Hall Weill Recital Hall nel 2010.
La Marc ha cantato Turandot all'Opéra Bastille di Parigi nel 1997, al Metropolitan Opera nel 2000, al Teatro alla Scala nella prima rappresentazione del 2001 diretta da Georges Prêtre con Nicola Martinucci ripresa dal Rai 2 e trasmessa anche da Rai 5 nel 2012 e nel 2016, a Bilbao con Ainhoa Arteta nel 2002, a Torre del Lago Puccini per il Festival Puccini nel 2008 ed alla Washington National Opera.
Alessandra Marc è stata sposata due volte, la prima con Remy David (il figlio della Marilyn Cotlow) e poi con l'ex agente di cambio Bart Brakel. Marc e Brakel hanno una figlia insieme, Olivia e vivono a Chantilly in Virginia.

## Discografia
- Albéniz: Henry Clifford - Alessandra Marc/Annette Markert/Aquiles Machado/Carlos Alvarez/Coro y Orquesta Sinfónica de Madrid/Jane Henschel/José de Eusebio, 2003 Decca
- Krenek, Jonny spielt auf - Zagrosek/Kruse/Marc/Kraus, 1991 Decca
- Strauss R: Elektra - Alessandra Marc/Daniel Barenboim/Deborah Polaski/Johan Botha/Staatskapelle Berlin/Waltraud Meier, 1994 Teldec
- Verdi: Messa da Requiem - Chicago Symphony Orchestra & Chorus/Daniel Barenboim, 1994 Erato
- Wagner: Orchestral Excerpts, Vol. 2 & 3 - Gerard Schwarz/Seattle Symphony Orchestra/Alessandra Marc, 2012 Naxos
- Wagner: Die Walküre - Christoph von Dohnányi/Gabriele Schnaut/Robert Hale/Poul Elming/Alessandra Marc/Alfred Muff/Anja Silja/Orchestra di Cleveland, 1997 Decca
- Zemlinsky, Lyrische Symph./Sinf. Gesänge/Salmo 83 - Chailly/Marc/Hagegard/White, 1993 Decca
- Marc: Opera Gala - Andrew Litton/Dallas Symphony Orchestra & Chorus/Alessandra Marc, 2000 Delos